# Véhicule blindé multi-rôles
Il Véhicule blindé multi-rôles (VBMR) (in italiano: veicolo blindato multiruolo) è il veicolo destinato a sostituire il Renault VAB nell'Armée de terre francese. La versione pesante 6×6 si chiamerà Griffon; mentre la versione leggera 4×4 si chiamerà Serval.

## Storia
L'Armée de terre prepara la sostituzione del VAB dall'inizio degli anni 2000. A questo scopo, essa stima, secondo il libro bianco sulla difesa di 2020, l'acquisto di 2.080 esemplari del VBMR. Il Ministero della difesa ne ha affidato lo sviluppo al GME formato da Nexter, Thales e Arquus.
Le consegne del VBMR dovranno effettuarsi tra il 2018 e il 2025. Nell'agosto 2013, 92 esemplari sono previsti per il 2020.
Nel dicembre 2014, l'ordine previsto è di 1.722 VBMR lourds 6×6 e 358 VBMR légérs 4×4, complessivamente 2.080 veicoli.
Nexter e Arquus hanno subito annunciato di voler collaborare su questo progetto. Il 6 dicembre 2014, il ministro della Difesa Jean-Yves Le Drian notifica a Varces l'ordine del materiale con le prime consegne nel 2018, anche se alcuni specialisti stimano che le prime consegne non potranno avvenire prima del 2025.
All'inizio del 2016, è confermato che il 126º reggimento di fanteria dell'Armée de terre sarà il primo reggimento ad essere equipaggiato del VBMR Griffon a partire dal 2021.
Il VBMR-L (léger) è oggetto di un altro contratto, il Ministère de la Défense prevede l'acquisizione di 358 veicoli ed ha inviato una "lettera di informazioni", alla quale hanno risposto tre aziende: Thales, Nexter e Arquus. Thales in collaborazione con Lohr Industrie dovrebbe proporre il "Bushmaster" (che è prodotto dalla filiale australiana); Nexter in collaborazione con ceca Tatra (che fornirà lo chassis) dovrebbe proporre una versione 4×4 del "Titus"; e Arquus in collaborazione con la filiale ACMAT dovrebbe proporre il "Bastion".
Il 14 luglio 2017 un VBMR Griffon ha partecipato alla parata militare della Festa nazionale francese del 14 luglio sugli Champs-Elysées.
Nel novembre 2017, secondo fonti concordanti, la Nexter con il Titus (in una nuova versione 4×4) si è aggiudicata il contratto per la fornitura di 400 (in precedenza erano 358) VBMR léger per l'Armée de terre, battendo l'ACMAT Bastion e il Thales Bushmaster. Il VBMR léger 4×4 avrà una massa tra 10 e 12 tonnellate, una torretta a controllo remoto con una mitragliatrice da 12,7 mm o da 7,62 mm e un prezzo unitario compreso tra i € 500 000 e i € 700 000.
Il 12 febbraio 2018, è siglato il contratto tra la DGA e la Nexter (e Texelis) per la fornitura del Véhicule blindé multi-rôles léger (VBMR léger). Il VBMR léger è un mezzo blindato 4×4, da 15 tonnellate, capace di imbarcare 10 soldati con il loro equipaggiamento. Il VBMR léger sarà declinato in 4 versioni principali: pattugliamento, informazioni e ricognizione, posto di comunicazioni e guerra elettronica.
La Legge di programmazione militare 2019-2025 prevede l'acquistizione di 2.850 VBMR all'orizzonte 2030, così divisi: 1.872 VBMR Griffon e 978 VBMR Serval; a cui aggiungere 1.060 VBMR Léger appui SCORPION (VLTP P segment haut). A fine 2025 sono previsti 1.545 VAB, 936 GRIFFON e 489 SERVAL.

## Tecnica
Il veicolo sarà concepito su un'architettura 6×6 e permetterà il trasporto fino a 9 fanti.
Il prezzo non dovrà superare il milione di euro per unità. Inoltre, il VBMR dovrà condividere un massimo di parti con il successore dell'ERC-90 Sagaie e dell'AMX-10RC, l'EBRC Jaguar e dovrà comportare un massimo di 6 versioni (4 sono già conosciute nel 2016: trasporto, ambulanza, posto di comando e posto d'osservazione di artiglieria).
L'acquisto di questo veicolo rientra nel quadro del programma Scorpion destinato a modernizzare la cavalleria dell'Armée de terre, con la modernizzazione dei carri armati Leclerc (Standard F1 o Leclerc XLR) e la sostituzione dei veicoli blindati VAB con i VBMR e gli ERC-90 Sagaie e gli AMX-10RC con l'EBRC.
Il gruppo di combattimento imbarcato comporterà un pilota, un tiratore addetto al cannone del veicolo, un capo del gruppo, un tiratore scelto, sei soldati.
I veicoli sono concepiti per semplificarne la manutenzione. Ad esempio, essi sono equipaggiati di sensori posti sulle principali componenti del veicolo, come le sospensioni, i freni e il cambio e che permettono una manutenzione preventiva. Essi dispongono di motori civili standard che sono militarizzati, in particolare per gestire i differenti tipi di carburanti disponibili in Africa o altrove e che possono esse smontati e sostituiti direttamente nel teatro delle operazioni.

## Versioni
VBMR lourd Griffon 6×6
1.872 unità da ordinare dall'Armée de terre, consegne a partire dal 2018; massa totale 24,5 tonnellate, 2 membri di equipaggio e fino ad 8 soldati trasportati, torretta teleguidata da 12,7 mm o LGA (lancia-granate automatico) o da 7,62 mm.
VBMR léger Serval 4×4
978 unità da ordinare dall'Armée de terre – con un nuovo contratto –, consegne a partire dal 2021; massa totale 10 tonnellate, torretta teleguidata da 12,7 mm o da 7,62 mm. Nel novembre 2017 è stata selezionata una versione 4×4 derivata dal Titus.

## Utilizzatori
Francia – Armée de terre
Ordine iniziale di 319 Griffon (dei 1.822 previsti).
Ordine iniziale del VBMR léger
 Belgio – Componente terrestre dell'armata belga
Ordine di 417 Griffon per sostituire i Dingo 2 MPPV.